# اچ‌ام‌اس بری
اچ‌ام‌اس بری ممکن است به یکی از موارد زیر اشاره داشته باشد:
- اچ‌ام‌اس بری (کی۳۱۲)
- اچ‌ام‌اس بری (۱۹۱۹)